# Disphragis boyaca
Disphragis boyaca is een vlinder van de familie tandvlinders (Notodontidae).
De wetenschappelijke naam van de soort is voor het eerst geldig gepubliceerd in 2010 door Paul Thiaucourt.

## Type
- holotype: "male"
- instituut: MNHN Parijs, Frankrijk
- typelocatie: "Colombia, Boyaca, Verde Cabiche, 1500 m"